# Benno Schmitz
Benno Schmitz (München, 1994. november 17. –) német labdarúgó, az 1. FC Köln játékosa.

## Sikerei, díjai
- Red Bull Salzburg:
  - Osztrák Bundesliga: 2014–15, 2015–16
  - Osztrák kupa: 2015, 2016